# Genovaitė Ramoškienė
Genovaitė Mikolowna Ramoškienė, vor Heirat Genovaitė Mikolowna Šidagytė, (* 12. Mai 1945 in Daičiūnai, Litauische Sozialistische Sowjetrepublik) ist eine ehemalige sowjetische Ruderin.
Genovaitė Šidagytė gewann bei den Europameisterschaften 1967 die Bronzemedaille im Einer hinter Anita Kuhlke aus der DDR und Alena Kvasilová aus der Tschechoslowakei. 1969 gewann Šidagytė den Titel vor Anita Kuhlke und Renate Sika aus Österreich. 1970 gewann Anita Kuhlke vor der Niederländerin Ingrid Dusseldorp und Genovaitė Šidagytė.
Bei den Europameisterschaften 1973 siegte Genovaitė Ramoškienė, jetzt unter ihrem Ehenamen startend, vor der Belgierin Christine Wasterlain. 1974 standen die Wettbewerbe im Frauenrudern erstmals im Weltmeisterschaftsprogramm. Bei den Weltmeisterschaften in Luzern siegte Christine Scheiblich aus der DDR im Einer vor Ramoškienė und Wasterlain. Im Jahr darauf verteidigte Scheiblich ihren Titel bei den Weltmeisterschaften in Nottingham vor der Ungarin Mariann Ambrus und Genovaitė Ramoškienė.
Bei den Olympischen Spielen 1976 in Montreal war Frauenrudern erstmals Bestandteil des olympischen Programms. Im Doppelzweier hatten 1974 und 1975 Jelena Antonowa und Galina Jermolajewa den Weltmeistertitel gewonnen. In Montreal trat Antonowa im Einer und Jermolajewa im Doppelvierer an, im Doppelzweier starteten Eleonora Kaminskaitė und Genovaitė Ramoškienė für die Sowjetunion. Die beiden gewannen ihren Vorlauf vor Sabine Jahn und Petra Boesler aus der DDR und zogen direkt ins Finale ein, das DDR-Boot qualifizierte sich über den Hoffnungslauf. Im Finale erreichten die Bulgarinnen Swetla Ozetowa und Sdrawka Jordanowa das Ziel mit dreieinhalb Sekunden Vorsprung auf Jahn und Boesler, weitere zwei Sekunden dahinter ruderten Kaminskaitė und Ramoškienė zur Bronzemedaille.
Die 1,70 m große Genovaitė Ramoškienė startete für Žalgiris Kaunas.